# Dominique Hasler
Dominique Hasler, lihtenštajnska političarka, * 6. oktober 1978, Mauren, Lihtenštajn.
Je članica stranke Vaterländische Union. Po splošnih volitvah leta 2017 je postala ministrica za notranje zadeve, izobraževanje in okolje. Predsednik vlade Daniel Risch jo je marca 2021 imenoval za ministrico za zunanje zadeve, izobraževanje in šport.

## Življenjepis
Odraščala je v Maurenu v Lihtenštajnu. Po poroki svoje matere je prevzela priimek Gantenbein. Študirala je na Interkantonalni visoki šoli za specialno izobraževanje v Zürichu v Švici. Nato je delala kot učiteljica posebnega izobraževanja na več šolah, magistrirala pa iz poslovne administracije iz podjetniškega menedžmenta na Univerzi v Lihtenštajnu.

### Ministrovanje
Po splošnih volitvah leta 2017 v Lihtenštajnu je bila 30. marca v novem parlamentu imenovana na mesto ministrice za notranje zadeve, izobraževanje in okolje. Bila je ena od dveh članic stranke VU, ki sta bila imenovana za ministrico v vladi. Od takrat se je sestala s svojo izobraževalno kolegico v avstrijski vladi Sonjo Hammerschmid, na temo stalnega sodelovanja pri delu z maturanti. Gantenbeinova je v okviru svojega dela kot ministrica za notranje zadeve prevzela tudi mesto v Svetu Evropske unije za notranje zadeve.